# Judovski muzej v Rimu
Judovski muzej v Rimu (italijansko Museo ebraico di Roma) je eden izmed muzejev v Rimu.
Sam muzej se nahaja v zgradbi Velike rimske sinagoge ter se ukvarja s preučevanjem in ohranjanjem zgodovine Judov v Rimu.